# Tricholita igna
Tricholita igna är en fjärilsart som beskrevs av Barnes och Benjamin 1927. Tricholita igna ingår i släktet Tricholita och familjen nattflyn. Inga underarter finns listade i Catalogue of Life.